# Sorombo
Sorombo is een plaats en gemeente in Madagaskar gelegen in het district Manakara van de regio Vatovavy-Fitovinany. Er woonden bij de volkstelling in 2001 ongeveer 12.000 mensen.
In de plaats is basisonderwijs onderwijs beschikbaar. 98% van de bevolking is landbouwer en 0,5% houdt zich bezig met veeteelt. Het belangrijkste gewas is rijst, maar er wordt ook koffie en cassave verbouwd. 1% van de bevolking is werkzaam in de dienstensector en 0,5% van de bevolking houdt zich bezig met visserij.